# 横山莉枝子
横山 莉枝子（よこやま りえこ、9月27日 - ）は、日本の女優。埼玉県出身。血液型A型。身長164cm

## 経歴
早稲田大学第一文学部卒業。在学中より、芸能プロダクションに所属し映像・舞台の活動を開始。その後、芸能プロダクションを離れ文学座の養成所に3年間在籍後、2016年1月より演劇ユニットてがみ座に所属する。

## 出演

### 舞台
- ☆SPARK☆プロデュースvol.1『アリス、オキナワ！』（2005年）
- ラフカット2006『やさしい悪魔』(2006年)
- 『真夏の夜の夢』（2008年）
- 『め組のひと』（2009年）
- 文学座アトリエ公演『熱帯のアンナ』（2013年）
- バジリコFバジオと味わい堂々合同公演『怪獣使いの娘たち』(2014年）
- みそじんお座敷公演『ドアを開ければいつも』（2014年10月）
- てがみ座『汽水域』
  - 2014年11月28日－2014年12月6日-シアタートラム
  - 2014年12月12日－2014年12月14日-穂の国とよはし芸術劇場PLAT
- みそじんお座敷公演『ドアを開ければいつも』再演（2014年12月）
- 『奇妙な果実』（2015年）
- 椿組花園神社野外劇三十周年記念公演『贋作幕末太陽傳』(2015年）
- てがみ座『地を渡る舟』（2015年、東京芸術劇場シアターイースト）
- テアトロジャージャン『M家の人々II　じゃーじゃん』（2016年）

### 映画
- まだまだあぶない刑事（2005年、東映)
- デスノート (2006年、ワーナー・ブラザース）
- I am 日本人(2006年、ギャガ)
- ヤッターマン（2009年、松竹、日活)
- アウトレイジ（2010年、ワーナー・ブラザース、オフィス北野)

### テレビ
- 潜入刑事 らんぼう2 (2007年 日本テレビ)

### インターネット

#### Webドラマ
- TOKYO PROM QUEEN Season2（2009年）

#### Webムービー
- 「カラダにピース CALPIS」（2007年）

### 広告

#### テレビCM
- NTTドコモ 「それぞれの携帯編」 (2005年) デビュー作
- 大塚食品 「マンナンヒカリ」(2009年）

#### 映画広告
- 裁判員制度CM（2007年）

### スチル
- 「下流少年サクタロウ」表紙（2007年、文藝春秋）